# 東開製作所
株式会社東開製作所（とうかいせいさくしょ、英: Toukai Products.Co.Ltd.）は、 東京都大田区に本社を持つ金属加工メーカーである。
板金加工、プレス加工、機械加工、レーザー加工、溶接、開発、設計を主な事業としている。

## 概要
金属製品の製造や開発を主軸に、緻密な曲げ加工、鉄、ステンレス鋼、アルミニウムの溶接を得意としている。
創業時は自動車部品の製造を主としていたが、昨今では半導体関連装置や医療機器、建築金物、鉄道設備部品など、分野を拡大している。

## 沿革
- 1956年 - 栗原昭が東京都大田区東糀谷に精密板金工場を創立。
- 1966年6月 - 資本金を400万円で現在の株式会社東開製作所を設立。
- 1975年 - 第二工場を設立。
- 1989年 - 第一工場を新築建て替え。
- 1989年 - 資本金を1,000万円に増資。
- 1992年 - 第二工場をマンションにし第一工場に生産拠点をまとめる。
- 2001年 - 栗原太郎が2代目代表取締役社長に就任。
- 2015年 - 村上多恵子が取締役副社長に就任。
- 2015年 - 公認会計士・税理士 深野章が監査役員に就任。
- 2016年12月 - 村上多恵子が3代目代表取締役社長に就任。
- 2017年10月 - 新規開発事業 TOUKAI PROJECT[1] を始動。
- 2018年10月 - 多機能タブレットスタンドOTAくんが平成30年度大田のお土産100選で入賞。
- 2019年7月 - 平成30年度「大田の工匠 技術・技能継承」で受賞。
- 2019年10月 - すっきり絞り器が令和元年度大田のお土産100選で入賞。

## 大田の工匠 技術・技能継承
平成30年度の「大田の工匠 技術・技能継承」で受賞している。

## タブレットスタンドOTAくん
多機能タブレットスタンドOTAくんが平成30年度「大田のお土産100選」で選定された。
デザインは東開製作所の拠点地でもある大田区をイメージしたものとなっている。

## すっきり絞り器
自社製品のすっきり絞り器が令和元年度「大田のお土産100選」で選定された。

## TOUKAI PROJECT
一般公募デザインのタブレットスタンド
「職人たちが後継の若者と一緒に、新しいモノづくりに挑戦」を題材に2017年に「TOUKAI PROJECT」を立ち上げている。
第一弾はデジタルマーケティングのIT企業とコラボし、アイデアを募集して、製品開発するという画期的な試みをスタート。
今のトレンドと町工場の技術をマッチングさせるべく、デジタルマーケティング会社の運営するSketsにてデザインの一般公募を実施。
全32件の応募作品から最優秀賞に選ばれたデザインを忠実に再現、軽量でスタイリッシュなタブレットスタンドを完成させ、企業の受付やカフェで使用されている。